# Раздвојна моћ
Раздвојна моћ оптичког склопа за стварање слике је мера способности истог да покаже мале детаље у слици коју ствара. Пошто се гранична раздвојна моћ за било који дати инструмент мења у зависности од особина детаља - облика, оштрине, јачине зрачења - и окружења - контрастa према позадини, стабилности ваздуха, итд. - као мерило раздвојне моћи употребљава се гранично (тј. најмање) угаоно растојање између два тачкаста извора некохерентне светлости на ком се они под најбољим условима још увек виде раздвојени. У одсуству оптичких аберација, ова гранична раздвојна моћ је одређена ефектом дифракције светлости, тј. функцијом ширења тачке инструмента. 
Раздвојна моћ може да се изрази као угаона и као линеарна. 

### Угаона раздвојна моћ (некохерентнa светлост)
Угаона раздвојна моћ је одређена односом таласне дужине светлости (λ) и пречником отвора инструмента (D), као:
```
                                    
р
у
 ~ λ/D
      (1)
```

у радијанима (у лучним секундама, вредност ру је већа за фактор за који је радијан већи од лучне секунде, тј. 206.265 пута). У начелу, израз (1) важи не само за светлост, коју по дефиницији користе оптички инструменти, него и за пун распон електромагнетног спектра, од гaмa-зрака до радио-таласа.
Слика која следи приказује функције ширења тачке два тачкаста извора светлости на растојању граничне раздвојне моћи, њихову збирну функцију, и дифракциону слику ова два извора. 
Израз (1) не означава једнакост у строгом смислу речи. Када су средишта дифракционих слика два тачкаста извора на овом растојању, њихова два видљива централна дифракциона диска, у зависности од сјаја извора, се или преклапају, или додирују, или су раздвојени. Независно од тога, тачка најнижег сјаја, у средини линије која спаја централне тачке два диска, има само 5% нижи сјај од централних тачки два диска.  Стандардна дефиницја претпоставља да је пречник централног диска једнак λ/D угаоно, тј. λF линеарно, што је ширинa функције ширења тачке на висини једнакој половини њеног максимума (full width at half maximim, FWHM), 
Под овим условима - тј. уз оптималан ниво сјаја два тачкаста извора, као и њихов приближно уједначен сјај - два диска се виде као тек раздвојени (за визуелну детекцију, оптималан ниво сјаја је кад је јачина извора довољно слаба да дифракциони прстенови нису видљиви, али не толико слаба да се искључе чепићасте и укључе штапићасте ћелије мрежњаче, које имају много мању раздвојну моћ).
У начелу, што се више одступа од ових оптималних услова - тачкасти извори било сјајнији или мање сјајни од оптималног нивоа, или са једним од извора сјајнијим од другог - гранична раздвојна моћ се све више погоршава.
Обично се раздвојна моћ даје за таласну дужину светлости на коју је фотопско око (људско око у условима дневне светлости) најосетљивије, 550нм (0,00055mm), у ком случају је гранична раздвојна моћ: 
```
                                   
р
у
 ~ 113,4/D
      (2)
```

у лучним секундама, где је пречник отвора инструмента D у милиметрима.
Граничну раздвојну моћ за два тачкаста извора светлости не треба поистоветити са угаоном величином најмањег детаља који се може видети у оптичкој слици. За издвојене детаље гранична величина може бити битно мања. На пример, тамна тачка на светлој подлози је видљива и кад је преко два пута мања од λ/D радијана, док је тамна линија на светлој позадини видљива и кад је преко 10 пута ужа.

### Линеарнa раздвојнa моћ
Угаона раздвојна моћ инструмента одређује његову линеарну раздвојну моћ, која је једнака производу угаоне раздвојне моћи (рa) у радијанима и жижне даљине (ƒ) инструмента:
```
                                  
р
л
 = р
a
ƒ = λƒ/D
     (3)
```

Пошто се жижна дужина може изразити као производ пречника отвора и фокалног рација (F=ƒ/D), као ƒ=DF, линеарна раздвојна моћ се такође може изразити као:
```
                                      
р
л
 = λF
      (4)
```

тј. производ таласне дужине и фокалног рација. Овај последњи израз говори да је линеарна раздвојна моћ, за дату таласну дужину, сразмерна фокалном рацију, за разлику од угаоне раздвојне моћи, која је обрнуто сразмерна пречнику отвора инструмента.

### Кохерентнa светлост
У случају кохерентне светлости, раздвојна моћ зависи од разлике у таласној фази између два тачкаста извора светлости. На пример, ако су у истој фази, гранична раздвојна моћ је два пута лошија него за некохерентну светлост, тј. рa = 2λ/D. Ако је разлика у фази π радијана (половина пуне таласне фазе од 2π радијана), раздвојна моћ је два пута боља, тј. рa = λ/2D; ако је разлика у фази π/2 радијана раздвојна моћ је иста kao за некохерентну светлост. 
Ове разлике у односу на некохерентну светлост нису последица разлике у дифракцији (функција ширења тачке, тј. дифракциона слика тачке, су исте за кохерентну и некохерентну светлост), него разлике у међудејству (интерференцији) кохерентних и некохерентних таласа.

## Друга мерила раздвојне моћи
Поред стандардног , постоје слична мерила за границу раздвојености два уједначена тачкаста извора светлости са мало другачијим схватањем раздвојености,  али са сразмерно малим разликама у односу на стандардно мерило. Најпознатија су Рејли лимит, Дејвс лимит и Спероу лимит. 
Битно другачије мерило, разноврсније и са знатно дубљом теоретском подлогом, засновано је на функцији оптичког преноса. 

### Рејли лимит
Хронолошки најстарије мерила раздвојне моћи је Рејли лимит (Rayleigh limit), код кога се за најмање растојање два раздвојена дифракциона диска узима растојање између њихових центара једнако полупречнику Ери диска, или 1,22λ/D у радијанима. Највећи пад сјаја између два дифракциона диска, такође за две тачкаста извора приближно једнаке јачине, је 26%, тако да су они јасније раздвојени.

### Спероу лимит
За разлику од Рејли лимита, Спероу (Sparrow) лимит, једнак 0,94λ/D, не подразумева физчку раздвојеност два дифракциона диска. На растојању Спероу лимита  пад сјаја дуж замишљене линије која спаја средишне тачке два дифракционе диска нестаје. Двојност извора је ипак још увек видљива из обликa дифракционе слике, која је приближно два пута дужа од слике једног тачкастог извора, и нешто ужа у средини.

### Дејвс лимит
У визуелној астрономији познат је тзв. Дејвс (Dawes') лимит, 1,02λ/D, као емпиријски утврђена гранична раздвојна моћ за две беле звезде у телескопу (рефрактору) пречника отвора од 150мм,приближно једнак конвенционалној граничној раздвојној моћи λ/D. 

### Функција оптичког преноса
Основни вид раздвојне моћи заснован на функцији оптичког преноса односи се на низ паралелних светлих и тамних линија исте ширине. При довољно малој  ширини линија, контраст се потпуно губи, и линије нестају. Ова гранична, најмања ширина линије, мерена као растојање између средишта две суседне светле линије је једнала λ/D, исто као и стандардна гранична раздвојна моћ за два тачкаста извора светлости. 
Међутим, функција оптичког преноса такође омогућава не само да се утврди како се ова гранична раздвојна моћ мења у завсности од аберација (друга наведена мерила су заснована на савршеној дифракционој слици тачке), него и да се граница раздвојне моћи, макар приближно, одреди и за проширене објекте у условима сниженог контраста слике.